# Нові Рацибори (Мазовецьке воєводство)
Нові Рацибори (пол. Nowe Racibory) — село в Польщі, у гміні Тарчин Пясечинського повіту Мазовецького воєводства.
У 1975-1998 роках село належало до Варшавського воєводства.